# Petrovce (Košice)
Petrovce é um município da Eslováquia, situado no distrito de Sobrance, na região de Košice. Tem 16,48 km² de área e sua população em 2018 foi estimada em 205 habitantes.

## Demografia
| Ano:        | 1994 | 2004    | 2014   | 2024   |
| ----------- | ---- | ------- | ------ | ------ |
| Broj ljudi: | 306  | 234     | 214    | 211    |
| Razlika:    |      | -23,52% | -8,54% | -1,40% |

| Ano:               | 2023 | 2024   |
| ------------------ | ---- | ------ |
| Número de pessoas: | 207  | 211    |
| Diferença:         |      | +1,93% |